# Medaille voor Moed en Trouw Guinea 1869/1870
De Medaille voor Moed en Trouw Guinea 1869/1870 werd ingesteld bij Koninklijke Kabinetsbeschikking no. 38 van 31 oktober 1870, een administratief besluit dat niet de status van en Koninklijk Besluit had, als beloning voor "inlanders die zich hebben onderscheiden door daden van moed en trouw gedurende de expeditie naar de kust van Guinea in de jaren 1869 en 1870".
In het besluit waarin de Medaille voor Moed en Trouw was ingesteld werd duidelijk vastgelegd dat deze medaille voor de inlandse soldaten van het Nederlands Indisch leger bestemd was en voor hun dappere daden in Indië zou worden verleend. Zo kwam het dat Nederland een kleine oorlog in het Afrikaanse Guinea voerde maar geen onderscheiding bezat, de Militaire Willems-Orde daargelaten, waarmee de inlandse soldaten voor hun moed konden worden gedecoreerd.
In zijn besluit van 31 oktober 1870 maakte Koning Willem III, die zijn handtekening onder een voorstel van Minister de Waal van Koloniën plaatste, een eind aan dit gemis.
Op 10 november 1870 werden zeven medailles verleend en verzonden aan de Gouverneur der Nederlandse Bezittingen ter Kuste van Guinea om uit te reiken. Daar bleef het bij zodat wij hier van de zeldzaamste van alle Nederlandse medailles mogen spreken.
De medaille
Medaille voor Moed en Trouw Guinea 1869/1870 is een zeshoekige bronzen medaille met een breedte van 30 millimeter. De voorzijde is het Rijkswapen afgebeeld en staat het opschrift "MOED EN TROUW  1869-1870".
Op de keerzijde is de tekst "COMMENDAH.  ANDEMA-ATJIRM.  KWASSIE-KROM." geschreven. Dit zijn de namen van de tijdens de expeditie veroverde plaatsen.
Het lint waaraan de medaille hangt is verdeeld in drie gelijke banen in de kleuren van de Nederlandse vlag.
De zeven gedecoreerde soldaten
Het gaat om de Neger-sergeant Pieter van Chama, Neger-korporaal Alexander Prins, Indisch-soldaat Pieter Robbena en de Neger-soldaten Esson Koffie, Kondua Robbena, Jan Plange en Ekrom Kwakoe II 